# Mariano Ospina Pérez
Luis Mariano Ospina Pérez (Medellín, 24 de novembro de 1891 — Bogotá, 14 de abril de 1976) foi um político e engenheiro civil colombiano. Foi presidente de seu país, entre 1946 e 1950.
Ospina, que estudou engenharia na Escuela de Minas de Medellín e na Louisiana State University.

## Candidato presidencial
O partido conservador contava com o candidato Laureano Gómez para se tornar o candidato oficial à presidência da Colômbia. O nome de Ospina foi sugerido nas eleições de 1946 para aproveitar a divisão do opositor Partido Liberal colombiano entre os partidários de Jorge Eliécer Gaitán e os de Gabriel Turbay. Faltando apenas três semanas para a eleição principal, Ospina foi nomeado o candidato oficial do Partido Conservador à presidência da Colômbia. Ospina derrotou seus oponentes liberais com menos de 40% dos votos devido a uma grande abstenção.

## Presidência
Ospina foi empossado como presidente da Colômbia em 1946. Durante seu governo, a Colômbia atingiu o nível mais alto de exportação de café, tanto em número de sacas quanto em porcentagem do produto interno bruto (PIB). Ele estava determinado a fortalecer a infraestrutura do país e criou a Ecopetrol (Companhia Colombiana de Petróleo) e Acerias Paz del Río (a maior siderúrgica do país).  Ele também estava comprometido com a responsabilidade social e, para tanto, criou a instituição financeira La Caja Agraria, a Administração da Previdência Social, o Departamento de Trabalho e a Agência de Crédito Habitacional para ajudar a atender às necessidades de crédito, educacionais e sociais de operários, cafeicultores e outros pequenos agricultores e camponeses.
Durante a sua presidência o país enfrentou uma crescente luta política entre os apoiantes do partido conservador, as forças políticas liberais e a subida do Partido Comunista Colombiano na Boyacá, Nariño, Norte de Santander e no departamento de Santander. Os comunistas e liberais culparam o presidente Laureano Gómez por interferir diretamente na eleição presidencial de 1946, ao desqualificar um milhão e oitocentos votos liberais como inválidos. Ospina foi apelidada pelos comunistas de sucessora de Laureano Gómez com a missão de manter o Partido Conservador no poder.
Durante sua presidência, em 9 de abril de 1948, o líder liberal Jorge Eliécer Gaitán foi assassinado em circunstâncias confusas por Juan Roa. Gaitán estava concorrendo à presidência da Colômbia pela segunda vez; desta vez, ele venceu as primárias de seu partido e teve grande apoio das massas. A confusão e a raiva desencadeadas pelo assassinato de Gaitán provocaram os enormes distúrbios de Bogotazo que se espalharam por toda a capital colombiana, Bogotá, e se estenderam posteriormente ao resto do país para gerar um período de dez anos de violência conhecido como La Violencia. As forças governamentais apoiadas pelo Partido Conservador iniciaram uma campanha de repressão contra os Liberais após uma tentativa fracassada de estabelecer um governo de unidade nacional. Ospina foi duramente criticado pelos liberais, especialmente no Congresso Nacional, onde em 1948 tentaram impeachment, mas Ospina fechou o Congresso antes que eles conseguissem isso; Seguiu-se uma década de ditadura civil-militar que durou até 1958, quando foi criada a Frente Nacional.
Ospina criou a Companhia Colombiana de Petróleo ECOPETROL (Empresa Colombiana de Petroleos), a Companhia de Telecomunicações TELECOM, a Administração da Previdência Social ISS ( Instituto de Seguro Social ), o oleoduto de Barrancabermeja e Puerto Berrío, as hidrelétricas de Sisga, Saldaña e Neusa, e estabeleceu o Plano de Desenvolvimento Econômico da Colômbia sob a direção da Missão Econômica do Professor Lauchlin Currie. Ele também fomentou, financiou e aumentou a produção e as exportações de café.

## A Federação Nacional de Cafeicultores da Colômbia
Em 1954, durante a eleição dos membros do conselho de administração (da Federação Nacional dos Cafeicultores da Colômbia), Ospina, que havia servido como presidente da República de 1946 a 1950, foi eleito e empossado presidente do conselho do diretores. Seu retorno à federação marcou o reaparecimento de um dos maiores nomes do café da Colômbia em um papel ativo no setor cafeeiro da Colômbia.
Ospina, neto de Mariano Ospina Rodríguez, não só foi um dos fundadores da Federação Nacional dos Cafeicultores da Colômbia, mas posteriormente foi eleito Diretor Geral da Federação do Café, tendo exercido essa função de 1930 a 1934. Seu principal objetivo era ajudar, financiar e educar os cafeicultores ao mesmo tempo em que implementava um programa agressivo para penetrar no mercado mundial e obter com sucesso uma parte substancial dele.
Sob a direção de Ospina, a Federação Nacional dos Produtores de Café da Colômbia consolidou com sucesso a indústria cafeeira do país e a promoveu com grande eficácia nos mercados mundiais. A Colômbia se tornou o maior produtor do café Coffea arabica de primeira qualidade do mundo. Ele lançou uma base corporativa muito sólida e hoje a Federação Colombiana do Café organiza e apóia mais de 500 000 cafeicultores independentes e pequenos agricultores.

## Pós-presidência
Em 1949, em meio a contínuas lutas civis, Laureano Gómez foi eleito presidente da Colômbia. Uma divisão desenvolvida no partido conservador; Ospina apoiou uma ala moderada, enquanto Gómez apoiou políticas conservadoras radicais. Ospina acabou apoiando o golpe de Estado contra Gómez, que estabeleceu a administração militar de Gustavo Rojas, o ex-ministro dos Correios e Telégrafos de Ospina.
Mais tarde, Ospina teve divergências políticas com Rojas e retirou seu apoio, optando por encorajar a criação da Frente Nacional.
Ele morreu em Bogotá, Cundinamarca, em 14 de abril de 1976, aos 84 anos.